# Jaromír Horák
Jaromír Horák (28. prosince 1919 – 2. června 1984) byl český a československý politik Komunistické strany Československa, poslanec Sněmovny národů Federálního shromáždění a České národní rady za normalizace.

## Biografie
Působil jako vedoucí odboru výstavby KNV Pardubice, v letech 1963-1980 potom jako ředitel Agroprojektu Pardubice. K roku 1969 se profesně uvádí jako ředitel SÚTV Pardubice.
Po provedení federalizace Československa usedl do Sněmovny národů Federálního shromáždění. Mandát nabyl až dodatečně v prosinci 1969 po jedné z vln čistek po invazi vojsk Varšavské smlouvy do Československa. Do federálního parlamentu ho nominovala Česká národní rada, v níž rovněž zasedl v té době (listopad 1969). Ve FS setrval do konce funkčního období parlamentu, tedy do voleb roku 1971.
Dlouhodobě pak působil v České národní radě. Mandát v ní obhájil ve volbách roku 1971 a zasedal zde až do konce funkčního období, tedy do voleb roku 1976.